# Otto Matthies (Chemiker)
Otto Matthies (* 4. Juli 1889 in Peine; † 24. Oktober 1929 in New York City) war ein deutscher Chemiker. Matties stürzte während eines Aufenthalts in New York City am Morgen des 24. Oktober 1929, mehrere Stunden vor dem Zusammenbruch der New Yorker Börse am Schwarzen Donnerstag, aus einem Fenster des 16. Stocks des Savoy-Plaza Hotels. Dadurch entstand aufgrund eines Missverständnisses später der Mythos, dass zahlreiche Investoren und Broker nach dem Börsencrash dieses Tages aus Verzweiflung über den Verlust ihrer Vermögen Suizid durch Sprung aus den Fenstern hoher Gebäude begangen hätten.

## Leben und Tätigkeit
Matthies war ein Sohn des Kaufmanns Christian Matthies. Nach dem Besuch der Vorschule in Peine wurde er ab Ostern 1900 am Gymnasium in Wismar unterrichtet, das er 1908 mit dem Reifezeugnis verließ. Anschließend studierte er von 1908 bis Ostern 1913 an der Königlich Technischen Hochschule in Hannover. Im Herbst 1910 bestand er das Diplomvorexamen und zu Ostern 1913 das Diplomhauptexamen. Zwischendurch tat Matthies von 1910 bis 1911 ein Jahr lang Militärdienst beim Großherzoglich Mecklenburgischen Füsilier-Regiment 90. Nach dem Ende seiner Studien trat Matthies zu Ostern 1913 als Assistent in das Technisch-Chemische Laboratorium der Technischen Hochschule Hannover ein.
Nach dem Ausbruch des Ersten Weltkrieges trat Matthies Anfang August 1914 in das Reserve-Infanterie-Regiment 74 ein, mit dem er als Leutnant der Reserve an die Front ging. Bereits im Herbst 1914 erlitt er an der Ostfront eine schwere Verwundung. Nach seiner Genesung tat er Dienst bei der Ausbildung des Frontersatzes in der Garnison. Im Mai 1916 wurde Matthies als Bürooffizier und Hilfsreferent zum stellvertretenden Generalkommando X. Ausbildungskommandos Hannover kommandiert und von diesem im Januar 1918 in gleicher Eigenschaft zum Kriegsministerium in Berlin geschickt, wo er bis zum Kriegsende verblieb.
Ab Februar 1919 nahm Matthies im technisch-chemischen Laboratorium der Technischen Hochschule Hannover die Arbeit an seiner Dissertation, die er während seiner Assistententätigkeit vor dem Krieg begonnen hatte, wieder auf. Thema seiner Dissertation, die von Hermann Ost betreut wurde, war Die Acetylierung der Stärke. Er stellte die Arbeit im Oktober 1919 fertig und bestand am 4. Dezember 1919 die mündliche Doktorprüfung.
Nach seiner Promotion zum Doktor-Ingenieur trat Matthies Anfang 1920 als Chemiker in den Dienst der Agfa-Filmfabrik, einem Tochterunternehmen der IG Farben [?], wo er später bis in den Rang eines Prokuristen aufrückte.
Als Assistent von Gustav Wilmanns beim "Wissenschaftlichen Laborium", der Keimzelle der späteren fotochemischen Forschung der Filmfabrik, leitete Matthies bei Forschungsarbeiten zu neuen Emulsionen, Stabilisatoren und Sensibilisatoren. Diese Arbeiten führten dazu, dass die Produkte sich qualitativ verbesserten ohne die Qualität der Erzeugnisse des Marktführers zu erreichen.
Sein Forschungsinteresse galt Mitte der 1920er Jahre der Substanz der Gelatine aufgrund ihres Potentials für die Fotochemie aufgrund ihrer Eigenschaft als Trägerin lichtempfindlicher Halogensilberkristalle: Um 1925 schufen die Forschungsarbeiten von Matthies, W Dieterle und Bruno Wendt bei Agfa und von Samuel Edward Sheppard bei Kodak Klarheit über die materielle Natur der Gelatine und über die in ihr enthaltenen Reif- und Hemmkörper.
Ab 1926 widmete Matthies sich zusammen mit Bruno Wendt der Untersuchung von Stoffen, die der Emulsion zugesetzt die Haltbarkeit verbesserten.
Die IG-Farbenindustrie erhielt zahlreiche Patente für Produkte und Verfahrensweisen, als deren Erfinder Matthies galt. So das DRP. Nr. 468 604 auf eine Gelatine für lichtempfindliche Silbersalz-Emulsionen und Verfahren zur Umarbeitung gewöhnlicher Gelatine (Zusatz zum DRP 464 450). Als Erfinder galten Matthies sowie Dieterle und Reistötter.

### Matthies' Tod und der durch diesen generierte Mythos über den Börsencrash von 1929
Matthies verstarb am 24. Oktober 1929 während einer Reise nach New York City: Am Morgen des Tages stürzte er gegen 8.30 Uhr aus einem Fenster des Zimmers im 16. Stock des Savoy Plaza Hotels, in dem er übernachtete. Zeitgenössische Zeitungsmeldungen nahmen an, dass Matthies sich aus dem Fenster gelehnt und, da er als Europäer an die große Höhe New Yorker Hochhäuser nicht gewöhnt gewesen sei, einen Schwindelanfall erlitten habe und dabei in die Tiefe gestürzt sei. In späteren Berichten ist mitunter auch von einem Suizid durch Sprung aus der Höhe als Grund seines Sturzes die Rede.
Ein Augenzeuge von Matthies' tödlichem Sturz war der britische Politiker und Journalist Winston Churchill, der am Tag von Matthies' Tod ein Zimmer im 15. Stock des Savoy Plaza bewohnte und am Fenster stand, als Matthies an ihm vorbeistürzte. Churchill verfasste in den folgenden Wochen einen längeren Bericht über den am selben Tag (Schwarzer Donnerstag), an dem Matthies starb, erfolgenden Zusammenbruch der New Yorker Börse, der am 9. Dezember 1929 in der Zeitung Daily Telegraph veröffentlicht wurde. In diesem Bericht schilderte Churchill auch ausgiebig seine eigenen Erlebnisse am Tag des großen Börsencrashs. Dabei kam er auch auf den von ihm miterlebten tödlichen Sturz von Matthies, dessen Identität er freilich nicht kannte, zu sprechen. Der einschlägige Passus von Churchills Artikel lautete: “Under my very window a gentleman cast himself down fifteen storeys and was dashed to pieces, causing a wild commotion and the arrival of the fire brigade”. Was Churchill versäumte in seinem Artikel zu vermerken war, dass der tödliche Sturz, den er miterlebt hatte, am Morgen des Tages, mehrere Stunden vor dem Zusammenbruch der Börse, erfolgt war, so dass der Mann, der sich vermeintlich zu Tode gestürzt hatte, also nicht durch den Zusammenbruch der Börse (von dem er ja gar nichts wissen konnte, da er zu diesem Zeitpunkt noch gar nicht stattgefunden hatte) zu seinem Handeln veranlasst worden sein konnte, d. h. dass der von ihm miterlebte vermeintliche Suizid durch Sprung aus einem Hochhaus, den er in seinem Artikel über den Börsenzusammenbruch erwähnte, in keinem kausalen Zusammenhang mit dem Börsenzusammenbruch stand.
Aus dem Bericht Churchills entstand infolge eines Missverständnisses bei vielen Lesern die Auffassung, dass Churchill gesehen habe, wie ein reicher Investor oder Stockbroker, der durch den Börsencrash von einem Tag auf den anderen sein gesamtes Vermögen verloren habe und in den finanziellen Ruin geraten sei, sich aus Verzweiflung über diesen Schicksalsschlag und/oder aufgrund einer hoffnungslosen Sicht auf die Zukunft aus dem Fenster eines hochgelegenen Stockwerkes gestürzt habe. Eine Folge des Churchillschen Artikels und einiger anderer sich farbiger Übertreibungen bedienender Artikel über die Auswirkungen des Börsenzusammenbruchs auf die betroffenen Finanziers, die in dieser Zeit erschienen, war, dass – den Einzelfall eines vermeintlich durch den Börsencrash verursachten Suizid eines ruinierten Investors/Brokers zu einer Vielzahl von Fällen aufblähend – der Mythos entstand, dass sich nach dem Zusammenbruch der New Yorker Börse die durch den Crash bankrottgegangenen Investoren und Broker in Massen aus den Fenstern hoher Stockwerke New Yorker Hochhäuser in den Tod gestürzt hätten. Das Bild bzw. das Klischee der plötzlich verarmten reichen Männer, die sich als Reaktion auf den Zusammenbruch der Börse im Jahr 1929 und den Verlust ihrer Vermögen spontan aus dem Fenster in die Tiefe gestürzt hätten, entwickelte sich in den folgenden Jahrzehnten als eine scheinbar symbolträchtige Begleiterscheinung des Auftaktes der von 1929 bis zum Zweiten Weltkrieg andauernden Großen Depression, also der sich lange hinziehenden Phase großer wirtschaftlicher Not der Vereinigten Staaten während des Jahrzehntes von 1929 bis 1940/1941, mithin zu einem Teil der amerikanischen Folklore.
Erst Jahrzehnte später hielt die Klarstellung Einzug in die Fachliteratur, dass der Mann, der sich vermeintlich als Reaktion auf den Börsencrash aus einem Hochhausfenster zu Tode gestürzt hatte, bereits einige Stunden vor dem Börsencrash in den Tod gestürzt war (wobei nicht vollständig gesichert ist, ob sein Sturz ein Unfall oder ein Suizid war), also nicht durch den Crash und einem durch diesen verursachten finanziellen Ruin zu seinem Tun (sofern der Sturz nicht ohnehin ein Unfall war) veranlasst worden war, und dass der "Springer" zudem kein ruinierter Investor oder Broker war, sondern ein deutscher Geschäftsreisender, der mit dem Börsenbetrieb ohnehin nichts zu tun hatte.
Der anhaltenden Weitverbreitetheit des Mythos bzw. des Bildes von den ruinierten reichen Investoren, die auf den Zusammenbruch der Börse im Oktober 1929 reagierten, indem sie sich in die Tiefe stürzten, sowie der starken Präsenz dieses Bildes in der Sicht der breiten Bevölkerung auf das Ereignis des Börsencrashs von 1929 bzw. der kollektiven volkstümlichen "Erinnerung" der allgemeinen Bevölkerung an dieses Ereignis hat diese Richtigstellung indessen keinen Abbruch getan, da diese nur zu einem sehr geringen Grade in das Bewusstsein der Massen und in Produktionen der Popkultur, die das Bild aufgreifen, eingedrungen ist.

## Schriften
- Über die Acetylierung der Stärke, Wismar 1920 (Dissertation)